# Samisdat
Samisdat ([samizˈdat]; russisch самиздат; wissenschaftliche Transliteration: samizdat; von сам sam ‚selbst‘ und издательство isdatelstwo ‚Verlag‘; wörtlich: ‚selbst Herausgegebenes‘ oder ‚Selbstverlag‘) bezeichnete in der UdSSR und später auch in weiten Teilen des Ostblocks die Verbreitung von alternativer, nicht systemkonformer, zumeist verbotener „grauer“ Literatur über nichtoffizielle Kanäle. Beispielsweise wurden Texte per Hand oder Schreibmaschine abgeschrieben, fotokopiert oder auf andere Weise vervielfältigt und anschließend privat von Hand zu Hand weitergegeben.
Samisdat-Literatur gab es in nennenswertem Umfang in der Sowjetunion, Polen, der DDR, der Tschechoslowakei und Ungarn. Schriftsteller, Dichter, Publizisten und Sänger konnten kritische oder  von den ästhetischen Normen des Sozialistischen Realismus abweichende Texte nur in Ausnahmefällen im staatlich kontrollierten Verlagswesen veröffentlichen. So war der Samisdat neben privaten Lesungen oft der einzige Weg, nichtkonforme Texte einem breiteren Publikum im eigenen Land zugänglich zu machen.
Die Entsprechung des Samisdat in der Musik war unter dem Terminus Magnitisdat bekannt. Mitschnitte von Konzerten nichtkonformer Sänger wie Wladimir Wyssozki wurden  per Tonbandkopie weiterverbreitet.  Eine weitere, bereits seit den 1940er Jahren praktizierte Form der Verbreitung von Tonaufnahmen war der ‚Rock auf den Knochen‘ (рок на костях rok na kostjach), wobei eine Tonspur auf eine Röntgenaufnahme geprägt wurde, die anschließend mittels eines herkömmlichen Schallplattenspielers wiedergegeben werden konnte.
Das heimliche Veröffentlichen von Büchern im Ausland war ein gefährlicher Widerstand gegen die DDR-Zensur. Es half Autoren, frei zu schreiben und das System zu kritisieren, konnte aber zu Strafen der Stasi und Freiheitsentzug führen.

## Sowjetunion

### Vorgeschichte
Da die Zensur missliebiger Inhalte schon im zaristischen Russland üblich war, gab es auch schon vor der Oktoberrevolution privat, meist als Handschrift, verbreitete Texte. Der Slawist Wolfgang Kasack gibt als ersten historisch verbürgten Fall von Samisdat die Verbreitung von Radischtschews Reise von Petersburg nach Moskau (Путешествие из Петербурга в Москву Puteschestwije is Peterburga w Moskwu, 1790) an. Weitere Beispiele lassen sich finden: So besaß Anfang bis Mitte des 19. Jahrhunderts fast jeder gebildete Russe eine Abschrift der Komödie Verstand schafft Leiden (Горе от ума Gorje ot uma) des Dichters Alexander Gribojedow.
Wurden kurz nach der Revolution – vor allem aus organisatorischen und ökonomischen Gründen  – noch handschriftlich kopierte Gedichte von Andrei Bely, Nikolai Gumiljow, Maximilian Woloschin und anderen auf der Straße verkauft, so war der Verbreitungsweg später eher privater Natur. Unter Stalin wurde die Aufbewahrung und Verbreitung verbotener Texte mit bis zu 25 Jahren Lagerhaft bestraft; oftmals lernten Menschen deshalb verbotene Gedichte auswendig und gaben sie nur mündlich weiter, um sich nicht zu kompromittieren. Ende der 1950er Jahre kam Samisdat als Bezeichnung für die illegale und organisierte Verbreitung von nonkonformistischer Literatur – also Literatur, die nicht den inhaltlichen oder ästhetischen Vorgaben der Kommunistischen Partei der Sowjetunion entsprach – auf.

### Samisdat zu Sowjetzeiten
Erstmals verwendet wurde ein samisdat-ähnlicher Begriff in den 1950er Jahren, als der russische Dichter Nikolai Glaskow seine Gedichte in wenigen handgeschriebenen Exemplaren unter der Bezeichnung Samsebjaisdat (самсебяиздат, „Sichselbstverlag“) verteilte. Er parodierte damit die Namen der Staatsverlage, die zum Beispiel Goslitisdat („Staatsverlag für Literatur“), Detisdat („Kinderverlag“), Politisdat oder Wojenisdat („Militärverlag“) hießen. Der Begriff verkürzte sich in der weiteren Verwendung auf Samisdat und wurde zum Inbegriff für unzensierte Literatur.
Das wohl bekannteste Werk, das in der Sowjetunion nur im Samisdat erscheinen konnte, war Archipel Gulag (russisch Архипелаг Гулаг, 1968) von Alexander Solschenizyn. Großen Einfluss hatte auch die seit 1971 als Samisdat herausgegebene Chronik der laufenden Ereignisse (Хроника текущих событий Chronika teknuschtschich sobyti), an der neben anderen Sergei Kowaljow mitarbeitete.
Die Verbreitung von Literatur ohne offizielle Druckgenehmigung galt gemäß Artikel 70 des Strafgesetzbuches der RSFSR als antisowjetische Agitation und Propaganda und wurde mit Lagerhaft, Verbannung und Ausweisung bestraft.
Ende der 1960er Jahre fanden Samisdat-Schriften im Westen stetig größere Verbreitung. Für Mitarbeiter von Menschenrechtsorganisationen wie Amnesty International und auch allgemein im Westen wurden die Samisdat-Schriften zu einer wichtigen Informationsquelle über Menschenrechtsverletzungen in Osteuropa.

## DDR

### Zeitschriften

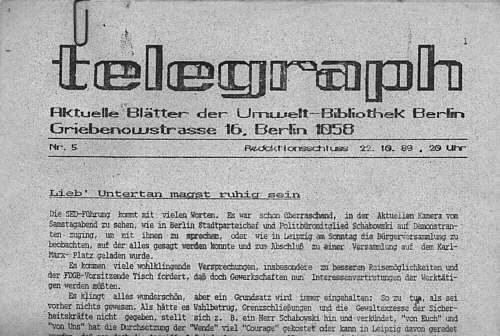
telegraph vom 22. Oktober 1989

Digitalisierte und als Volltext durchsuchbare Samisdat-Zeitschriften aus der DDR hat die SLUB Dresden online bereitgestellt.

#### 1950er bis 1970er Jahre
Seit den 1950er Jahren konnten verbotene Texte in der DDR meist nur mit der Hand oder der Schreibmaschine abgeschrieben werden, teilweise wurden diese dann im persönlichen Umfeld weitergegeben.
In politischen Krisenzeiten wie der Niederschlagung des Prager Frühlings 1968 oder der Biermann-Ausbürgerung stellten einzelne Personen auch Handzettel mit politischem Protestinhalt her und klebten sie in der Öffentlichkeit heimlich an Gebäude.

#### Kirchliche Publikationen
In den Kirchengemeinden durften interne Informationen „nur zum innerkirchlichen Dienstgebrauch“ verteilt werden, die nicht der staatlichen Genehmigungspflicht unterlagen. Dieses wurde seit  Anfang der 1980er Jahre auch genutzt, um Texte mit gesellschaftskritischen Inhalten zu verbreiten. Die erste solche unabhängige  Publikationsreihe  waren die Streiflichter, die von der Arbeitsgruppe Umweltschutz beim Stadtjugendpfarramt Leipzig regelmäßig herausgegeben wurden. Größere Bekanntheit erreichte 1986 die Zeitschrift Grenzfall, die in wechselnden Wohnungen in Ost-Berlin und in den Räumen der Umwelt-Bibliothek (UB) in der Zionskirchgemeinde gedruckt wurde, wo auch ab 1987 die Umweltblätter im Samisdat herausgegeben wurden (heute: der telegraph). Internationale Aufmerksamkeit erregte die „Aktion Falle“ vom Ministerium für Staatssicherheit (MfS), mit der in der Nacht vom 24. auf den 25. November 1987 die Umwelt-Bibliothek durchsucht und sieben UB-Mitarbeiter verhaftet wurden. Vorangegangen war das Einschmuggeln einer illegalen Druckmaschine für die alternative Szene in der DDR, welche die Auflagenhöhe erheblich steigern konnte. Diese Druckmaschine stammte von Roland Jahn und wurde vom damaligen Bundestagsabgeordneten der Grünen Wilhelm Knabe mittels seiner Immunität von Westberlin nach Ostberlin eingeschmuggelt. Ab Anfang 1988 erschien in Magdeburg als Reaktion auf die „Aktion Falle“ und die Zwischenfälle bei der Liebknecht-Luxemburg-Demonstration im Januar 1988 der Aufbruch als „Informationsblatt 2 des Kirchenkreises Magdeburg“. Gleichzeitig wurde die Umweltbibliothek Magdeburg (UBM) gegründet, die sich im Rahmen des deutsch-deutschen Joint Venture „Ökozentrums und -instituts Magdeburg“ (ÖZIM) in den 1990er-Jahren zur größten Umweltbibliothek Deutschlands entwickelte. Der Initiativkreis des ÖZIMs aus ausgebürgerten Bürgerrechtlern der DDR in Niedersachsen stellte ab Ende 1988 im Quäkerhaus Bad Pyrmont neue Ausgaben des Unwelt-Blättchens her (gegründet 1973 in Bernburg (Saale)), welche Publikationen des Kirchlichen Forschungsheims in der Lutherstadt Wittenberg imitierten und die durch ein berentetes Mitglied des Domökokreises nach Magdeburg als „Altpapier“ eingeschmuggelt wurde. Im „Unwelt-Blättchen“ erschienen insbesondere die Artikel, die dem für den „Ausblick“ zuständigen Oberkonsistorialrat (für den Arbeitsbereich „Ökumene, Mission, Weltverantwortung“) im Konsistorium der Evangelischen Kirche der Kirchenprovinz Sachsen Matthias Sens zu kritisch waren. Aus den „Unwelt-Blättchen“ ging später die Zeitschrift ÖZIM aktuell hervor.
Solche Publikationen wurden mit hektographischem ORMIG-Verfahren, später auch mit Wachsmatrizen, vervielfältigt.

#### Künstlerischer Samisdat
Daneben entstanden erste Samisdat-Sammlungen von literarischen Texten und Grafiken. Diese nutzten die gesetzliche Möglichkeit, künstlerische Werke bis zu einer Anzahl von 99 Exemplaren ohne Genehmigung herstellen zu können.
Die ersten solcher Publikationen waren Entwerter/Oder in Berlin und UND in Dresden 1982. Sie enthielten Gedichte und weitere Texte, Grafiken und Fotografien von verschiedenen Künstlern und wurden mit Schreibmaschinendurchschlägen und grafischen  Techniken vervielfältigt.
Bis 1989 gab es über 30 solcher Periodika mit  20 bis 200 Exemplaren. Sie hatten oft ein hohes künstlerisches Niveau und wurden auch von Künstlern genutzt, die bereits offizielle Veröffentlichungen hatten. 

#### Gesellschaftskritischer Samisdat
Zum offenen Konflikt kam es, als die Zeitschrift grenzfall seit 1986 begann, kritische politische Berichte zu verfassen und ohne jede Veröffentlichungsgenehmigung zu verteilen. 1987 wurden bei einer großen Aktion deren Drucker beschlagnahmt  und die Verantwortlichen kurzzeitig verhaftet.
Die anderen Samisdat-Publikationen thematisierten Umwelt-, Friedens-, Frauen- und weitere Themen, immer in einem politisch gemäßigten Stil, die von den offiziellen Stellen meist stillschweigend geduldet wurden. Von ihnen gab es über 100 Titel, die überwiegend im kirchlichen Umfeld, „nur zum innerkirchlichen Dienstgebrauch“ erschienen. Sie hatten in der Regel einige hundert Exemplare, in Einzelfällen bis zu  5.000 und wurden mit Schreibmaschine geschrieben und im optisch wenig ansprechenden ORMIG-Verfahren, später auch mit Wachsmatrizen vervielfältigt. Die wichtigste Publikation waren die Umweltblätter (später telegraph) aus der Umweltbibliothek in Berlin, die kritisch über Umweltprobleme und andere gesellschaftlich wichtige Themen berichteten.
Die Staatssicherheit hatte in wahrscheinlich allen Gruppen inoffizielle Informanten und war so detailliert über die Aktivitäten informiert. Sie schritten nur in Ausnahmefällen direkt gegen die Aktivitäten ein und nutzten lieber indirekte Methoden der Destabilisierung und der Informationsgewinnung. So wurde zum Beispiel die Probenummer des Friedrichsfelder Feuermelders von  inoffiziellen Stasi-Mitarbeitern verfasst.
Es gab in der DDR keine nennenswerten radikal-oppositionellen Publikationen, alle solche Versuche wurden frühzeitig erkannt und verhindert. Dazu kam die innere Schere im Kopf jedes DDR-Bürgers, die genau wusste, wo die Grenzen des für die politisch Verantwortlichen Erträglichen lagen.

### Tonträger
In einzelnen Fällen wurden auch Möglichkeiten zur Verbreitung nichtgenehmigter Tonträger aus privaten Studios genutzt.
So produzierte der Chansonnier Hubertus Schmidt in seinem Proberaum Musikaufnahmen, die er auf MCs und Spulentonbändern vervielfältigte und an Bekannte und  zu Konzerten verteilte. Ähnlich verfuhr Peter ,Cäsar' Gläser Ende der 1980er Jahre.
Diese Formen des Magnitisdat waren aber wenig verbreitet und hatten keinen Einfluss auf gesellschaftliche Prozesse.

## Tamisdat
Vom Samisdat abgegrenzt wird in der Forschung der sogenannte Tamisdat (auch Tamizdat, zu russisch там tam „dort“). Dabei wurden Texte von in kommunistischen Ländern lebenden Autoren in den Westen geschmuggelt, dort in der jeweiligen Landessprache in Exilverlagen gedruckt und als gedrucktes Buch in die Quelländer zurückgeschmuggelt. Im Unterschied zur sogenannten Exilliteratur umfasst dieser Terminus Publikationen von Autoren, die nicht ins Ausland geflohen oder zwangsweise ausgesiedelt worden waren, sondern in ihrer jeweiligen Heimat lebten, dort aber nicht uneingeschränkt publizieren konnten.

## Verbreitung von Tonaufnahmen

### Magnitisdat
Vom Sam- und Tamisdat abgeleitet ist der Begriff des Magnitisdat (zu russisch магнитофон magnitofon), der vor allem im Zusammenhang mit der sowjetischen Bardenbewegung seit den 1960er Jahren gebraucht wird. Es handelt sich dabei um die private Anfertigung von Aufnahmen von zumeist inoffiziellen Konzerten sowjetischer Musiker und deren Verbreitung in Tonbandkopien. Dies geschah zunächst in Form von Tonbandspulen, seit den 1970er Jahren zunehmend in Form von Audiokassetten. Während im Samisdat die Qualität von der Anzahl der vorgenommenen Durchschläge abhing, hing die Qualität der privaten Tondokumente vom Niveau der Aufnahmetechnik und jenem der dazwischen liegenden Überspielvorgänge ab. Da die Texte der Bardenlieder in der Regel nicht publiziert wurden, entstanden auf Basis von Magnitisdat-Aufnahmen zahlreiche, darunter auch textologisch sehr fragwürdige, Samisdat-Sammelbände des literarischen Chansons (so die Genre-Bezeichnung der Bardenmusik).

### „Rock auf den Knochen“

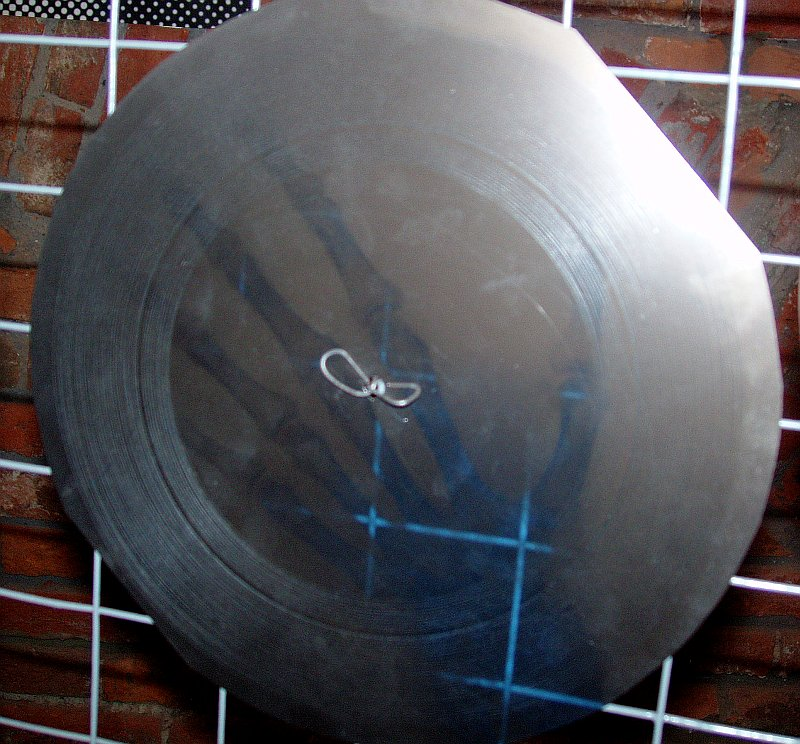
Schallplatte auf einem Röntgenbild

Nach dem Ende des Zweiten Weltkrieges gelangten mit den zurückkehrenden Soldaten von der Zensur nicht geduldete Schallplatten aus dem Westen in die UdSSR. Sie wurden auf Röntgenaufnahmen reproduziert und verbreitet. Die benutzten Aufnahmen, die Köpfe, Rippen, Arme usw. abbildeten, wurden bei den Krankenhäusern aufgekauft, im Untergrund geprägt und unter der Hand verkauft. Die Tatsache, dass sie Körperteile abbildeten, war namensgebend. Weitere Bezeichnungen sind „Rippen“ (ребра rebra) und „Knochen“ (кости kosti).
Diese Träger hatten viele Vorteile – das Material war in großen Mengen vorhanden und sie konnten aufgrund ihrer Flexibilität bei einer Durchsuchung mühelos versteckt werden. Später wurden auf diese Weise Aufnahmen von Exilmusikanten und Rock-and-Roll-Musik verbreitet.
Zu diesem Thema erschien 2007 ein Dokumentarfilm des Regisseurs Igor Morozov unter dem Titel Музыка на ребрах (Musika na rebrach, deutsch: „Musik auf den Rippen“).

## Heutige Archive des Samisdat
In Russland unterhält die Menschenrechtsorganisation Memorial ein Archiv, in dem  Dokumente aus der Geschichte der Dissidenten und Nonkonformisten – beginnend mit der Ära Chruschtschow – gesammelt werden. Die Bestände umfassen sowohl den Bereich des Samisdat als auch des Tamisdat.
Das Archiv der Libri prohibiti in Prag enthält tschechische und slowakische Samisdat-Literatur aus den Jahren 1960 bis 1989, inklusive zahlreicher Zeitschriften und wurde im Jahr 2013 (soweit es sich um Periodika handelt) zum Weltdokumentenerbe erklärt. Dazu kommt tschechische Exilliteratur beziehungsweise Literatur des Tamisdat von 1948 bis 2000, polnischer Samisdat von 1979 bis 1989.
In Polen ist das Archiv der demokratischen Opposition beim Zentrum KARTA angesiedelt. Es enthält unter anderem 4.850 Bücher und Broschüren, 2.900 Zeitschriften- und Zeitungstitel und 486 Tonbänder aus dem polnischen Samisdat, dem sogenannten Zweiten Umlauf (polnisch Drugi obieg).
In Deutschland hat die Forschungsstelle Osteuropa an der Universität Bremen ein länderübergreifendes Archiv mit Literatur und Fotos aus Polen, der Sowjetunion, der Tschechoslowakei, Ungarn und der DDR zusammengetragen. Über Bestände von nichtkonformistischen Samisdat-Zeitschriften der DDR verfügen u. a. das aus der Umwelt-Bibliothek Berlin hervorgegangene Matthias-Domaschk-Archiv in der Robert-Havemann-Gesellschaft e. V., Berlin, das Thüringer Archiv für Zeitgeschichte in Jena (www.thueraz.de), das Deutsche Literaturarchiv Marbach, die Deutsche Nationalbibliothek Leipzig und die Sächsische Landesbibliothek. Digitalisiert wurden literarische und künstlerische Samisdatzeitschriften durch die TU Dresden, eine Digitalisierung der Samisdatzeitschriften aus dem Spektrum der Oppositions- und Bürgerrechtsgruppen  wie Grenzfall, Grubenkante, Kopfsprung, Lausitzbotin, Plattform, Umweltblätter ist in Vorbereitung. Wichtig erscheint das, weil sie aufgrund ihrer schlechten Papierqualität schon bald unlesbar zu werden drohen.

### Samisdat in der Sowjetunion
- Web-Anthologie des russischen Samisdat 1950–1990 (ru)
- Von KGB-Chef Andropow unterzeichneter KGB-Bericht über die Anfänge des Samisdat in der UdSSR... (PDF; 230 kB) ...und die Gegenmaßnahmen des ZK der KPdSU (ru, .pdf) (224 kB)
- Web-Archiv mit ausgewählten russischen Samisdat-Texten in der Bibliothek Wjechi
- Beschreibung des Archivs der Gesellschaft Memorial
- Die Entstehung des Samisdat in der Sowjetunion (russisch)
- Benjamin Nathans: Moskauer Menschenrechtler an Amnesty International, in: Quellen zur Geschichte der Menschenrechte, herausgegeben vom Arbeitskreis Menschenrechte im 20. Jahrhundert, Mai 2015, abgerufen am 11. Januar 2017.

### Samisdat in der Tschechoslowakei
- Die Website des privaten tschechischen Samisdat-Museums Libri Prohibiti

### Samisdat in Ungarn
- http://www.rajk.hu/haraszti.html – Essay von Miklós Haraszti, einem der Begründer der ungarischen Samisdatbewegung

### Samisdat in der DDR
- Bestand der Archive der Robert-Havemann-Gesellschaft e. V., Berlin
- Arbeitsgruppe Menschenrechte/ Arbeitskreis Gerechtigkeit Leipzig (Hrsg.): Die Mücke. Dokumentation der Ereignisse in Leipzig 1989, Leipzig, DDR-Samisdat, März 1989.
- IFM-Archiv Sachsen e. V.: diverse Reproduktionen von DDR-Samisdat im Internet
- Verzeichnis der Samisdat-Hefte im Archiv Bürgerbewegung Leipzig (PDF; 111 kB)
- Martin-Luther-King-Zentrum – Archiv der Bürgerbewegung Südwestsachsens e. V.
- Umweltbibliothek Großhennersdorf e. V.
- DDR-Samisdat im IISG Amsterdam
- www.ddr-samisdat.de (Seite nicht mehr abrufbar, festgestellt im Juni 2019. Suche in Webarchiven) (elektronische Edition mit Datenbanksuche)
- Tagung des Thüringer Archivs für Zeitgeschichte mit abstracts der Vorträge und dem  Tagungsbericht.
- Politischer Samisdat der DDR, Digitalisate

### Samisdat in Polen
- Das Archiv Karta des polnischen Samisdat

### Samisdat in Litauen
- Chronik der litauischen katholischen Kirche, 1972–1989